# Prosser (Washington)
Prosser is een plaats (city) in de Amerikaanse staat Washington, en valt bestuurlijk gezien onder Benton County.

## Demografie
Bij de volkstelling in 2000 werd het aantal inwoners vastgesteld op 4838.
In 2006 is het aantal inwoners door het United States Census Bureau geschat op 5121, een stijging van 283 (5.8%).

## Geografie
Volgens het United States Census Bureau beslaat de plaats een oppervlakte van
11,4 km², waarvan 11,1 km² land en 0,3 km² water. Prosser ligt op ongeveer 230 m boven zeeniveau.

## Plaatsen in de nabije omgeving
De onderstaande figuur toont nabijgelegen plaatsen in een straal van 28 km rond Prosser.